# 少斑條鰍
少斑條鰍（學名：Nemacheilus paucimaculatus）為輻鰭魚綱鯉形目條鰍科條鰍屬的其中一種。分布於亞洲馬來西亞南部柔佛州的麻坡和冷岳盆地、雪蘭莪州和森美蘭州淡水流域，體長可達6.2公分，棲息在河川底層水域，生活習性不明。

## 扩展阅读
維基物種上的相關：少斑條鰍